# Paweł Rogoza
Paweł Rogoza (ur. 6 września 1996) – polski snookerzysta, dwukrotny wicemistrz Europy (2019, 2021).
Ze snookerem związany od 2009 roku. Członek polskiej kadry narodowej od 2011 roku. Od 2013 roku regularny reprezentant kraju podczas mistrzostw Świata i Europy w snookerze.
Do największych międzynarodowych osiągnięć można zaliczyć srebrne medale mistrzostw Europy na 6 czerwonych rozgrywanych w Belgradzie (2019) oraz Albufeirze (2021).
Do największych krajowych osiągnięć można zaliczyć srebrny (2019), brązowy (2020) medal Otwartych Mistrzostw Polski oraz mistrzostwo Polski na 6 czerwonych (2021), a także tytuł mistrza Polski do lat 21 (2012). Po raz pierwszy liderem polskiego rankingu był  w 2015 roku.